# Suares
Suares és una parròquia del conceyu asturià de Bimenes.
En els seus 5,34 km² habiten un total de 269 persones repartides entre les poblacions de Suares i Las Cabañas, i altres llogarets.
El llogaret de Suares es troba a uns 460 msnm, a uns 4 km de Martimporra, la capital del conceyu. En ell hi habiten 108 persones.

## Pobles i llogarets
- Argamoso (L'Argamusu en asturià)
- Baragaña (La Bargaña)
- Canales (Los Canales)
- Casa del Monte (La Casa'l Monte)
- Casa del Río (La Casa'l Río)
- Castañera
- Cueto de Suares (Los Cuitos)
- Estación (La Estación)
- Fadiello (El Faidiillu)
- La Cantera
- La Cruz
- Las Cabañas (Les Cabañes)
- Las Cruces (Les Cruces)
- Llantada (La Llantá)
- Riega la Tobe
- Suares
- Texuca (La Texuca)